# Unione Sportiva Milanese 1904-1905
Questa voce raccoglie le informazioni riguardanti l'Unione Sportiva Milanese nelle competizioni ufficiali della stagione 1904-1905.

## Stagione
Il Consiglio Direttivo dell'Unione Sportiva Milanese, che dall'anno della fondazione (1902) non aveva mai disputato alcuna competizione calcistica né della Federazione Italiana Football (FIF). né della Federazione Ginnastica d'Italia (F.G.I.), approfittò dello scioglimento della sezione foot-ball della Mediolanum (che non si era iscritta al torneo 1904) rilevandone tutti i calciatori.
Il direttivo, trovato nel prato di via Comasina 6 alla periferia nord milanese a 200 metri dalla fermata tram Garibaldi quello che Bianchi definì come "un campo quasi perfetto per disputare le proprie partite", iniziò i propri allenamenti agli ordini del capitano Umberto Meazza alla fine della stagione 1903-1904.
Il primo risultato di amichevole giuntoci dalle cronache milanesi è stato il 5-0 inflitto al Sempione il 31 luglio 1904.
La stagione successiva la squadra fu iscritta al campionato di Prima Categoria.
Nel girone lombardo una sorprendente US Milanese, liquidò il Milan, alle prese con un ricambio generazionale, in un doppio incontro pieno di gol e dal risultato storico per il numero totale di reti realizzate in una sola partita: tredici.
Nel girone finale però la US Milanese giocò il ruolo del «vaso di coccio»: infatti perse i primi tre incontri, mentre gli scontri diretti tra la Juventus e il Genoa finivano in entrambi i casi in parità, ma quando all'ultima giornata il Genoa accolse la US Milanese sicuri di una facile vittoria che li avrebbe condotti allo spareggio a sorpresa non si andò oltre il pareggio, consegnando di fatto il titolo per la prima volta nella sua storia alla Juventus.

## Divise
La maglia utilizzata per gli incontri di campionato a quadri bianche e nere.
| Manica sinistra · Maglietta · Maglietta · Manica destra · Pantaloncini · Calzettoni |

## Organigramma societario
Area direttiva
- Presidente: Romolo Buni

Area tecnica
- Allenatore: Commissione tecnica

## Rosa
| N. |                   | Ruolo | Calciatore          |
| -- | ----------------- | ----- | ------------------- |
|    | Italia (bandiera) | P     | Eugenio Francesconi |
|    | Italia (bandiera) | D     | Carlo Magno Magni   |
|    | Italia (bandiera) | D     | Giovanni Massaroni  |
|    | Italia (bandiera) | D     | Umberto Meazza      |
|    | Italia (bandiera) | D     | Attilio Pirovano    |
|    | Italia (bandiera) | C     | Armando Cremonesi   |

| N. |                   | Ruolo | Calciatore         |
| -- | ----------------- | ----- | ------------------ |
|    | Italia (bandiera) | C     | Mario Ghinelli     |
|    | Italia (bandiera) | C     | Armando Morbelli   |
|    | Italia (bandiera) | A     | Arturo Boiocchi    |
|    | Italia (bandiera) | A     | Alfredo Franziosi  |
|    | Italia (bandiera) | A     | Agostino Recalcati |
|    | Italia (bandiera) | A     | Franco Varisco     |

## Calciomercato
| Acquisti | Acquisti           | Acquisti   | Acquisti   |
| R.       | Nome               | da         | Modalità   |
| -------- | ------------------ | ---------- | ---------- |
| D        | Carlo Magno Magni  | Mediolanum | definitivo |
| D        | Giovanni Massaroni | Mediolanum | definitivo |
| D        | Umberto Meazza     | Mediolanum | definitivo |
| D        | Attilio Pirovano   | Mediolanum | definitivo |
| C        | Armando Cremonesi  | Mediolanum | definitivo |
| A        | Agostino Recalcati | Mediolanum | definitivo |

| Cessioni | Cessioni | Cessioni | Cessioni |
| R.       | Nome     | a        | Modalità |
| -------- | -------- | -------- | -------- |

## Risultati

### Prima Categoria

#### Eliminatoria lombarda
| Arbitro: | Pasteur (Genova) |

|              |           |           |
| Carrer Trerè | Marcatori | Recalcati |

| Arbitro: | Malvano (Torino) |

|                     |           |               |
| Varisco Franziosi ? | Marcatori | Rizzi Trerè ? |

#### Girone finale
| Arbitro: | Spensley (Genova) |

|               |           |  |
| Donna Varetti | Marcatori |  |

| Arbitro: | Suter (Milano) |

|   |           |                        |
| ? | Marcatori | Pollak Foffani Salvadè |

| Arbitro: | Suter (Milano) |

|         |           |                              |
| Varisco | Marcatori | Donna Varetti Forlano Squair |

| Arbitro: | Kilpin (Torino) |

|        |           |          |
| Pollak | Marcatori | Meazza ? |

### Coppa Lombardia

#### Finale
| Casteggio 20 settembre 1904 Finale             | Milan     | 3 – 0 referto | US Milanese |  |
| \| \| \| \| \| 5’ 18’ 20’ ? \| Marcatori \| \| |           |               |             |  |
|                                                |           |               |             |  |
| 5’ 18’ 20’ ?                                   | Marcatori |               |             |  |

## Statistiche

### Statistiche di squadra
| Competizione    | Punti | In casa | In casa | In casa | In casa | In casa | In casa | In trasferta | In trasferta | In trasferta | In trasferta | In trasferta | In trasferta | Totale | Totale | Totale | Totale | Totale | Totale | DR |
| Competizione    | Punti | G       | V       | N       | P       | Gf      | Gs      | G            | V            | N            | P            | Gf           | Gs           | G      | V      | N      | P      | Gf     | Gs     | DR |
| --------------- | ----- | ------- | ------- | ------- | ------- | ------- | ------- | ------------ | ------------ | ------------ | ------------ | ------------ | ------------ | ------ | ------ | ------ | ------ | ------ | ------ | -- |
| Prima Categoria | 4     | 3       | 1       | 0       | 2       | 10      | 13      | 3            | 0            | 2            | 1            | 5            | 8            | 6      | 1      | 2      | 3      | 15     | 21     | -6 |
| Coppa Lombardia | -     | 0       | 0       | 0       | 0       | 0       | 0       | 1            | 0            | 0            | 1            | 0            | 3            | 1      | 0      | 0      | 1      | 0      | 3      | -3 |
| Totale          | 4     | 3       | 1       | 0       | 2       | 10      | 13      | 3            | 0            | 2            | 1            | 5            | 11           | 7      | 1      | 2      | 4      | 15     | 24     | -9 |

### Statistiche dei giocatori
| Giocatore      | Prima Categoria | Prima Categoria |
| Giocatore      | Presenze        | Reti            |
| -------------- | --------------- | --------------- |
| A. Boiocchi    | 6               | 0               |
| A. Cremonesi   | 6               | 0               |
| E. Francesconi | 6               | -21             |
| A. Franziosi   | 6               | 2               |
| M. Ghinelli    | 6               | 0               |
| C. M. Magni    | 6               | 0               |
| G. Massaroni   | 0               | 0               |
| U. Meazza      | 6               | 1               |
| A. Morbelli I  | 0               | 0               |
| A. Pirovano    | 6               | 0               |
| A. Recalcati   | 6               | 3               |
| F. Varisco     | 6               | 3               |